# Pulvinaria hydrangeae
Pulvinaria hydrangeae är en insektsart som beskrevs av Steinweden 1946. Pulvinaria hydrangeae ingår i släktet Pulvinaria och familjen skålsköldlöss. Inga underarter finns listade i Catalogue of Life.